# Bourgmestre de Zurich
Le bourgmestre de Zurich est le plus haut magistrat du canton de Zurich sous l'Ancien régime.

## Histoire
Le bourgmestre est élu par les corporations jusqu'en 1713, puis par le Grand conseil.

## Liste des bourgmestres
Les bourgmestres sont les suivants:
- 1336-1360 : Rodolphe Brun;
- 1430-1441 : Rudolf Stüssi;
- 1443 : Rudolf Stüssi;
- Hans Waldmann